# 藤田傊治郎

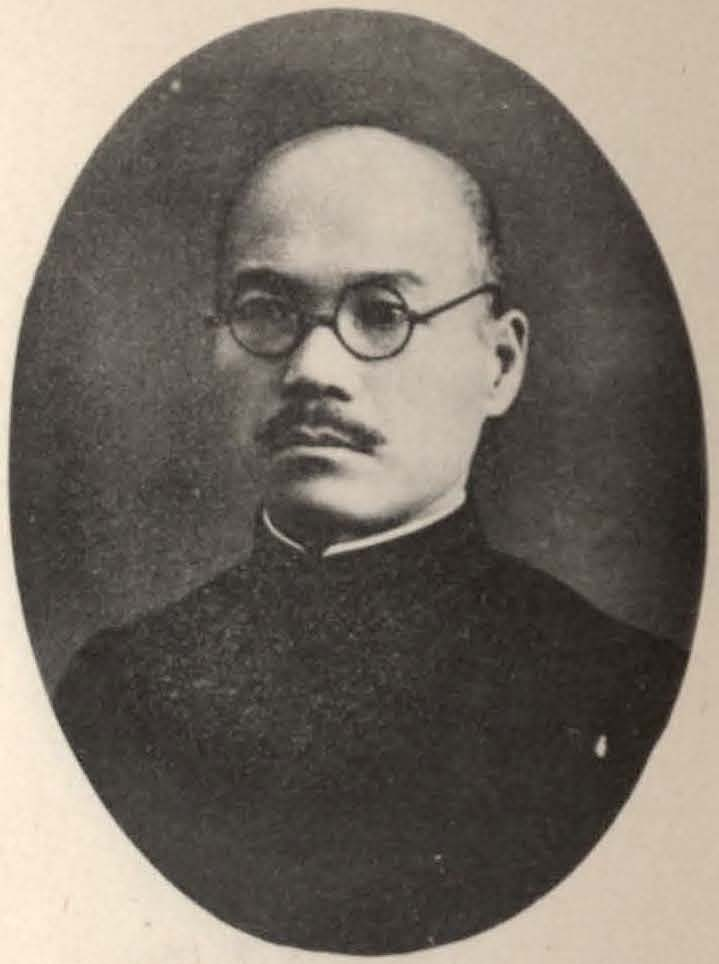
藤田 傊治郎

藤田 傊治郎（ふじた うんじろう、1883年（明治16年）3月13日 - 没年不詳）は、日本の内務官僚。台湾総督府官僚。

## 経歴
岡山県出身。1911年（明治44年）、東京帝国大学法学部英法科を卒業し、翌年に高等文官試験に合格。岐阜県属、神奈川県属、同鎌倉郡長、同理事官、兵庫県理事官、同視学官、秋田県警察部長、関東庁事務官兼参事官・警務局警務課長兼警察官練習所長、同内務局学務課長、広島県学務部長、鹿児島県内務部長、栃木県内務部長を歴任した。一時休職の後、1932年（昭和7年）、千葉県書記官・内務部長に任命された。
1935年（昭和10年）、台湾総督府交通局理事・逓信部長に転じ、翌年には台南州知事、ついで台北州知事に就任した。
1939年（昭和14年）に退官した後は、台北市会議員を務めた。
没年不詳。